# Olga Rogalski
Olga Rogalski ist eine deutsche Comiczeichnerin, die auch unter dem Pseudonym JD-Ayane publizierte.

## Werdegang und Werk
Rogalskis kommerzielles Debüt war 2006 die Kurzgeschichte Die Robofisch-Entführung im Nachwuchsprojekt Manga Fieber, das im Verlag Tokyopop erschien. Es folgte noch im selben Jahr mit Triple witching hour ein Einzelband beim gleichen Verlag. Mit der Arbeit daran hatte sie bereits im Oktober 2005 begonnen, während noch Robofisch entstand. Das Mystery-Drama erzählt von zwei Zwillingen, die in die Konflikte Luzifers und seiner Söhne hineingezogen werden. Die Geschichte sei mit „viel Gefühl, Witz aber auch Ernsthaftigkeit“ erzählt, und trotz der rasanten Entwicklung könne der Leser gut folgen, so die AnimaniA. Die Hauptcharaktere würden hervorragend eingeführt und die Nebenfiguren wirkten natürlich, insgesamt sehr interessant und gelungen. Die Augen strahlten durch ihre Größe, während die Frisuren leider eintönig seien. Zu Anfang seien die Posen noch ungelenk und statisch. Die statisch angeordneten Panels werden selten, aber wirkungsvoll aufgebrochen. Schlüsselszenen und manche Szenerien seien detailreich gezeichnet und die Hintergründe sorgfältig und realistisch ausgearbeitet.
2007 folgte das romantische Drama Strike Back, das als Teil der Reihe Chibi-Manga bei Carlsen Manga erschien. Die Kurzgeschichte handelt von der ersten Liebe einer Schülerin. 2008 begann Rogalski ein Multimedia-Design-Fernstudium und im Oktober des Jahres ein Studium Modernes Japan sowie Kommunikations- und Medienwissenschaft an der Heinrich-Heine-Universität in Düsseldorf. Außerdem gab sie Workshops bei der Zeichenschule Comicadamy.
2008 erschien dann Tränen eines Engels, nun wieder bei Tokyopop. Die Geschichte, die ins Genre Boys Love einzuordnen ist, erzählt von Nicolas, der von seinem Freund verlassen wurde und sich daher den Tod wünscht. Doch der zu ihm gesandte Todesengel Chagan verliebt sich in Nicolas. Der Band war 2009 nominiert für den Sondermann-Preis und wurde anlässlich dessen vom Spiegel rezensiert: Rogalski beherrsche „eine permanente Balance zwischen emotional-sauberer und sexuell aufgeladener Erzählweise“ perfekt. Ihre Jungs „sind von androgyner, fast asexueller Schönheit, mit drahtigen Körpern, halblangen Haaren und zwischen Erstaunen und Trauer eingefrorenem Gesichtsausdruck. Mit nahezu voyeuristischer Intensität folgt die Erzählung fast ausschließlich den beiden Figuren: 180 Seiten Liebe, Sex - und Tod.“ Dabei sei es ein ganz und gar privates Melodram, in dem andere Figuren praktisch nicht stattfinden. Gelegentlich scheine ein deutlich stilleres, konzentrierteres Erzähltalent durch, das Raum für Atmosphäre zu lassen vermag, doch im Wesentlichen werde das Drama tief ins „Fahrwasser des Kitsches“ getrieben. Die Geschichte werde, so die AnimaniA, wie von Rogalski gewohnt rasant erzählt. Etwas mehr Zeit hätte der Erzählung allerdings gut getan, denn sie wirke an einigen Stellen konstruiert. Die Fokussierung auf die beiden Protagonisten und deren Gefühle sei positiv, jedoch bleibe Chagans Charakter blass. Zeichnerisch sei sich Rogalski treu geblieben, mit statischer Panelaufteilung, unterbrochen von imposant gefüllten Doppelseiten, und detaillierten Hintergründen. Auch Kristin Eckstein stellt in ihrer Analyse deutscher Mädchen-Manga fest, dass Rogalski Doppelseiten vergleichsweise häufig – vor allem im Unterschied zu japanischen Zeichnerinnen – einsetzt. Sie hebt damit Schlüsselszenen hervor, setzt Doppelseiten aber auch in weniger wichtigen Momenten ein, sodass dieses gestalterische Mittel sein dramatisches Gewicht verliert. Dazu kämen Kompositionsfehler bei einigen Doppelseiten, die zum Verschwinden von Bildteilen in der Buchbindung führen, was wohl auf mangelnde Erfahrung zurückzuführen sei.
An ihren Comics arbeitete sie acht bis 15 Stunden am Tag. Die Arbeitsschritte absolviert Rogalski immer für ganze Kapitel, die zuerst mit Bleistift klein skizziert und dann auf größerem Format getuscht werden. Hintergründe zeichnet sie in der Regel direkt mit Tusche ohne Skizze. Für farbige Illustrationen wurden farbige Tusche, Acrylfarben, Airbrush oder Copic-Stifte verwendet. Als Vorbilder nannte Rogalski Kōyu Shurei, Atsumi Tohru und Satoshi Shiki.

## Bibliografie
- Die Robofisch-Entführung (2006, im Kurzgeschichtenband Manga Fieber bei Tokyopop)
- Triple witching hour (2006, 1 Band bei Tokyopop)
- Strike back (2007, 1 Band bei Carlsen Manga)
- Tränen eines Engels (2008, 1 Band bei Tokyopop)
- Shinkai Kisu : play with me in kinky waters (2016, 1 Band bei Krakenkuss, Mitwirkung)